# 早瀨久美
早瀨 久美（早瀬 久美、はやせ くみ、1975年〈昭和50年〉4月25日 - ）は、日本の薬剤師である。教育者で映像作家の早瀨憲太郎は配偶者で、両者とも聴覚障害者（ろう者）である。聴覚障害者として日本で初めて薬剤師免許を取得した。デフリンピック2大会連続の銅メダリストでもある。戸籍上の正式な姓表記は早瀨だが「瀨」は機種依存文字で、早瀬表記も多く用いられる。旧姓は後藤。大分県宇佐市出身で、明治薬科大学を卒業した。

## 経歴
母の実家のある大分県宇佐市内で誕生し、もとの住居である岡山県倉敷市で育ち、先天性難聴が発覚した。聾学校幼稚部で発音の仕方を学び、小学校から高等学校まで千葉県の普通学校へ通学した。母親は薬剤師で、自らも薬剤師を志して大学で薬学を要約筆記を用いて学んだ。
1998年（平成10年）に薬剤師国家試験に合格し、大正製薬に入社した。1999年（平成11年）に当時の厚生省へ薬剤師免許を申請したが、聴覚障害者には免許を与えないとする薬剤師法の欠格条項を根拠として、申請を却下された。その後、パソコン操作を生かした仕事としてメールによる薬の相談などを担当しつつ、障害の有無で一律に免許や資格を制限する不条理さを集会などで訴えて220万人以上の署名を集めた。2001年（平成13年）に薬剤師法改正による先述の条項の緩和を受けて免許を交付され、聴覚障害者で初めて薬剤師免許を取得した。同年に大学時代に障害者団体の活動で知り合った早瀨憲太郎と結婚した。
2009年（平成21年）に、夫が開く聴覚障害者向けの学習塾の生徒たちがデフリンピックに出場したことに触発され、夫と共にデフリンピックへの出場を決意する。趣味であった自転車を特訓し、ブルガリアのソフィアで開催された2013年夏季デフリンピックに出場し、マウンテンバイク女子で銅メダルを獲得した。4年後にトルコのサムスンで開催された2017年夏季デフリンピックで日本選手団の主将を務め、マウンテンバイク女子クロスカントリー・オリンピックで2大会連続の銅メダルを獲得した。この功績により2013年（平成25年）に東京都民スポーツ大賞、2017年（平成29年）に横浜市スポーツ栄誉賞をそれぞれ受賞した。2022年開催のブラジルデフリンピックでは、銀メダルを獲得した。
2017年は昭和大学病院に薬剤師として勤務し、調剤と聴覚障害者外来を担当している。ドーピングの専門家であるスポーツファーマシストとして、デフリンピックで2009年大会から日本選手団の医薬品管理も担当している。
著作物に、自身の半生を綴った『こころの耳 伝えたい。だからあきらめない。』(ISBN 978-4-06-212537-6)のほか、編書に『手話で学ぶクスリの教科書』(ISBN 978-4-8408-1144-6)、雑誌記事に『エッセイ わたしがめざす薬剤師像』(NAID 40003663269)などがある。

## メディア
聴覚障害者として薬剤師免許を取得したことは当時、『TXNニュースアイ』（テレビ東京）の「念願の免許交付?薬剤師免許交付 : 聴覚障害乗り越え?」、『筑紫哲也 NEWS23』（TBS系列）の「聴覚障害者女性、薬剤師免許交付」など、各局の報道番組で報じられた。報道以外の番組では2002年（平成14年）の『DoCoMo10周年記念スペシャル 情熱メッセージ「つ・た・え・た・い」』（フジテレビ）、2006年（平成18年）の『奇跡体験!アンビリバボー』（同）などが扱った。2005年（平成17年）にトーク番組『徹子の部屋』（テレビ朝日）に出演した。
2009年に早瀨憲太郎が監督を務める全日本ろうあ連盟結成60周年記念映画『ゆずり葉-君もまた次のきみへ-』で、早瀨をモデルとした三井尚美をろう女優の貴田みどりが演じた。